# Gaffelfåfoting
Gaffelfåfoting (Allopauropus vulgaris) är en mångfotingart som först beskrevs av Hansen 1901.  I den svenska databasen Dyntaxa används istället namnet Decapauropus vulgaris. Enligt Catalogue of Life ingår gaffelfåfoting i släktet småfåfotingar och familjen fåfotingar, men enligt Dyntaxa är tillhörigheten istället släktet Decapauropus och familjen fåfotingar. Arten är reproducerande i Sverige. Inga underarter finns listade i Catalogue of Life.